# Rybień
Rybień – przysiółek wsi Frycowa w Polsce, położony w województwie małopolskim, w powiecie nowosądeckim, w gminie Nawojowa.
Dawniej samodzielna wieś i gmina jednostkowa, zniesiona 1 sierpnia 1934 i włączono do zbiorowej gminy Nawojowa. 15 września 1934 Rybień połączono z Frycową w jedną gromadę (sołectwo) w gminie Nawojowa.